# كاز فانت هوف
كاز فانت هوف (بالإنجليزية: Kaes Van't Hof)‏ مواليد 1 أغسطس 1986 في نيوبورت بيتش، هو لاعب كرة مضرب أمريكي سابق وكان يلعب باليد اليسرى. أعلى تصنيف له في الفردي كان المركز الـ 605. أعلى تصنيف له في الزوجي كان 141.